# Sint-Niklaaskerk (Saint-Nicolas)

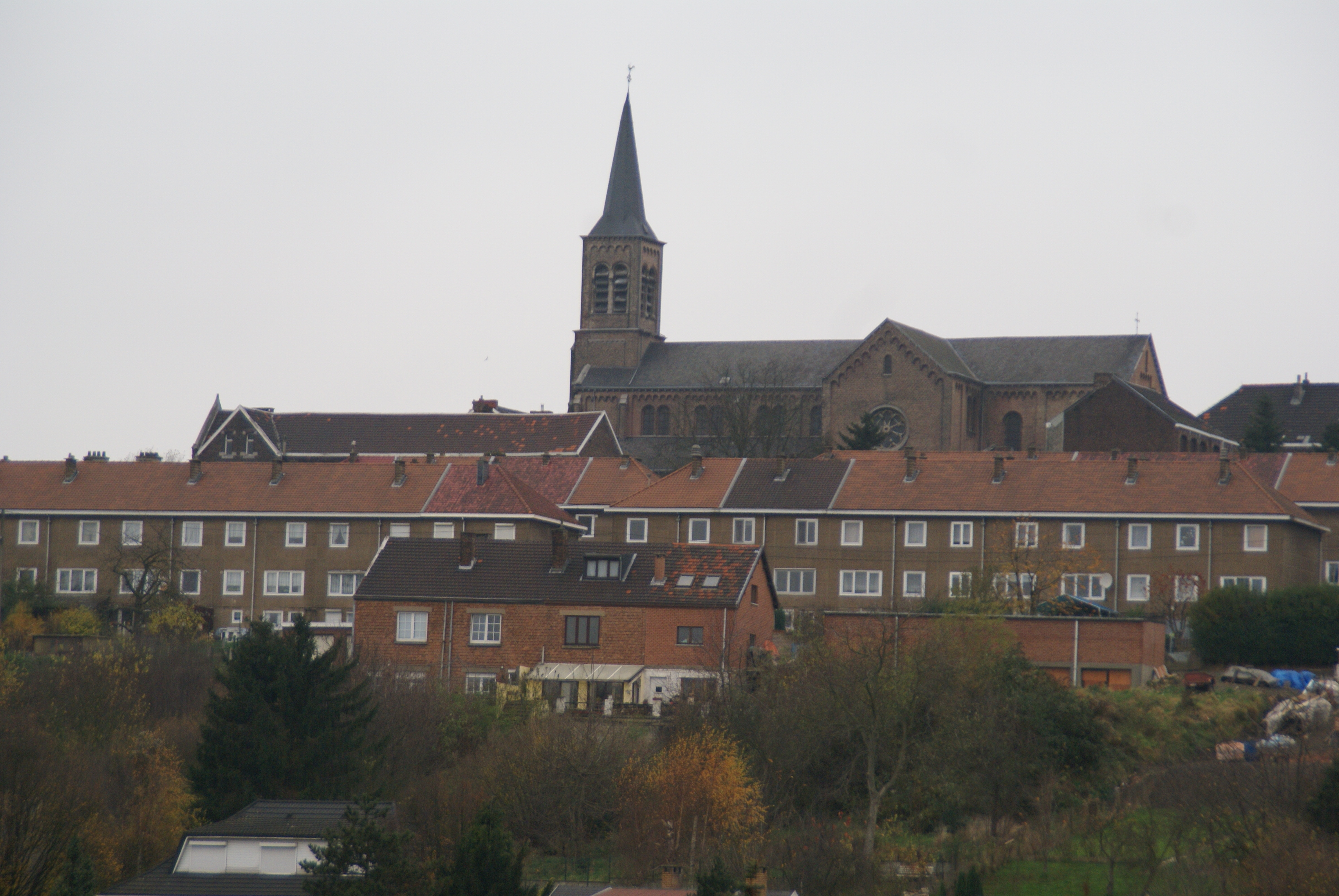
Panorama met Sint-Niklaaskerk

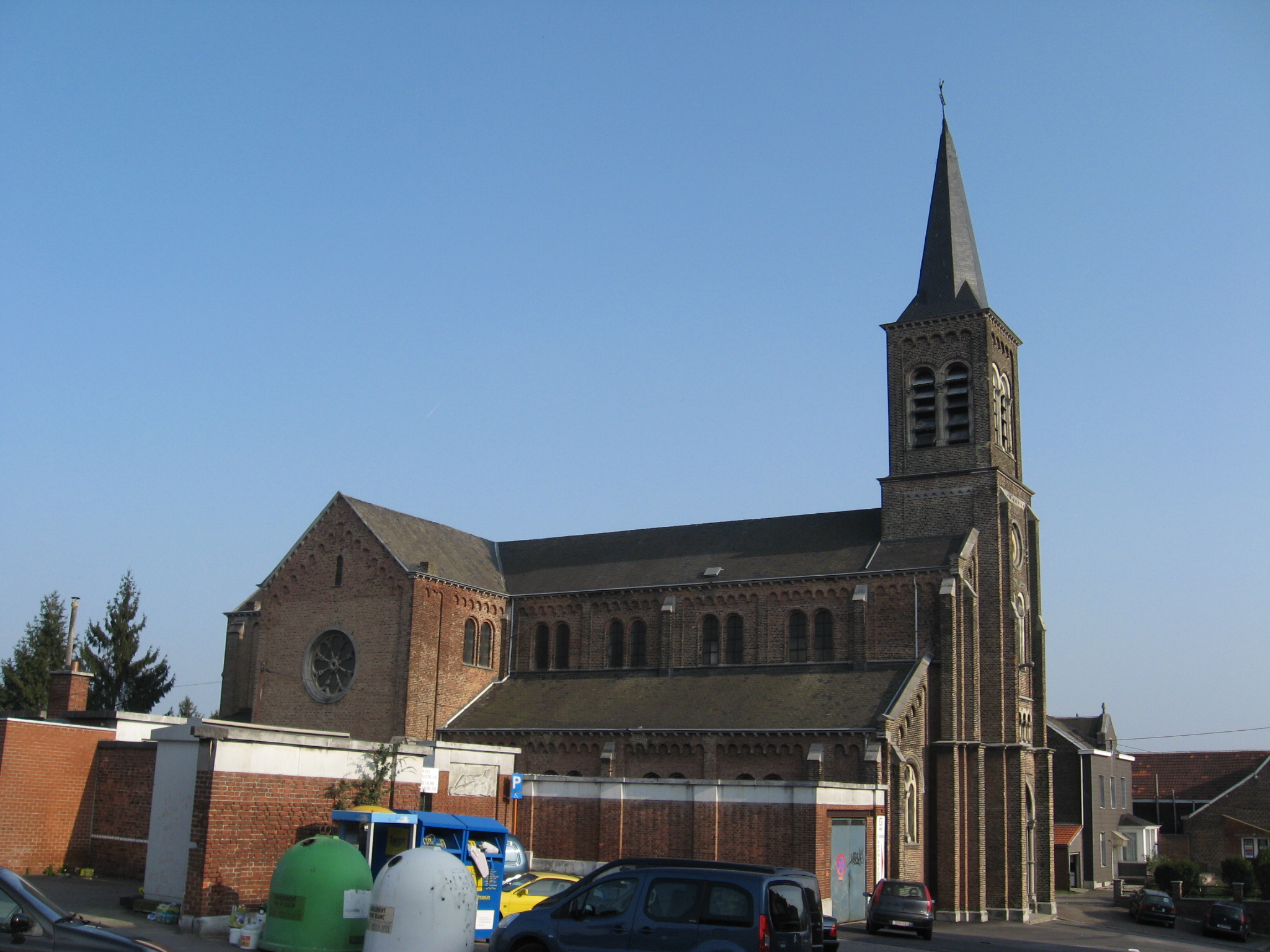
Sint-Niklaaskerk

De Sint-Niklaaskerk (Église Saint-Nicolas) is de parochiekerk van Saint-Nicolas,  een plaats en gemeente in de provincie Luik in België.

## Geschiedenis
Oorspronkelijk lag hier een uitgestrekt bos: Het Forêt de Glain. Vanaf de 12e eeuw begon men met de ontginning. In de 15e eeuw was hiervan nog het kleinere Bois de Grimbérieux over, vernoemd naar de eigenaars. Hier werden eveneens stukken in ontgonnen. In een van deze ontginningen werd in 1147 een kapel gebouwd, gewijd aan Sint-Nicolaas. De kapel was afhankelijk van de Luikse Sint-Laurentiusabdij. In 1795 werd deze abdij opgeheven en werd de kapel afhankelijk van de Luikse Sint-Gillisparochie. In 1807 werd de kapel verkocht en omgevormd tot een schuurtje, om in 1906 te worden gesloopt. De kapel lag op de kruising van de Rue Saint-Nicolas en de Rue des Noyers.
In 1865 werd het -door steenkoolwinningsactiviteiten sterk gegroeide- dorp Saint-Nicolas verheven tot parochie. Een kerk werd gebouwd in 1875 naar ontwerp van Halkin. Het betreft een bakstenen basilicale kruiskerk in neoromaanse stijl met halfingebouwde toren.
De kerk werd in 1945 zwaar beschadigd door een V1 en deels herbouwd van 1948-1950.

## Interieur
In de kerk bevindt zich een eikenhouten preekstoel en een dito communiebank die afkomstig zijn van het Karmelietenklooster van Waver. Dit kerkmeubilair dateert van midden 18e eeuw.